# Hamptjärnen (Enångers socken, Hälsingland)
Hamptjärnen är en sjö i Hudiksvalls kommun i Hälsingland och ingår i Nianån-Norralaåns kustområde. Sjön har en area på 0,0596 kvadratkilometer och ligger 43 meter över havet.

## Delavrinningsområde
Hamptjärnen ingår i det delavrinningsområde (682259-156684) som SMHI kallar för Mynnar i Hedsjön. Medelhöjden är 43 meter över havet och ytan är 5,12 kvadratkilometer. Det finns inga avrinningsområden uppströms utan avrinningsområdet är högsta punkten. Vattendraget som avvattnar avrinningsområdet har biflödesordning 3, vilket innebär att vattnet flödar genom totalt 3 vattendrag innan det når havet efter 9,9 kilometer. Avrinningsområdet består mestadels av skog (76 procent). Avrinningsområdet har 0,6 kvadratkilometer vattenytor vilket ger det en sjöprocent på 11,7 procent.